# Dálnice M6 (Maďarsko)
Dálnice M6 (maď M6-os autópálya) v Maďarsku spojuje Budapešť s jihem země a výhledově i s Chorvatskem. Vede z maďarské metropole jižním směrem západně od Dunaje.

## Výstavba
První úsek mezi Érd tető, městem Dunaújváros a křižovatkou s dálnicí M8 jižně od tohoto města byl otevřen. 11. června 2006. Propojení na okruhem M0 bylo zprovozněno 23. září 2008.
Další úsek délky 118 km k městu Bóly byl otevřen 30. března 2010 spolu s dálnicí M60 do města Pécs. U města Szekszárd se bude dálnice křížit s dálnicí M9. Výstavba posledního úseku od města Bóly ke státní hranici s Chorvatskem délky 19 km začala na jaře 2021. Na hranicích se napojí na plánovanou chorvatskou dálnicí A5 do Osijeku.

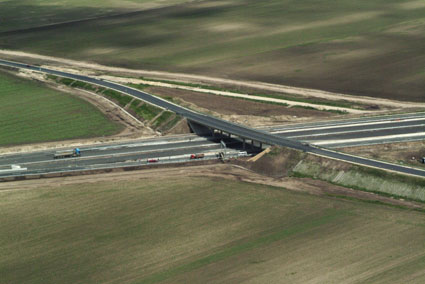
Most vedoucí přes dálnici M6
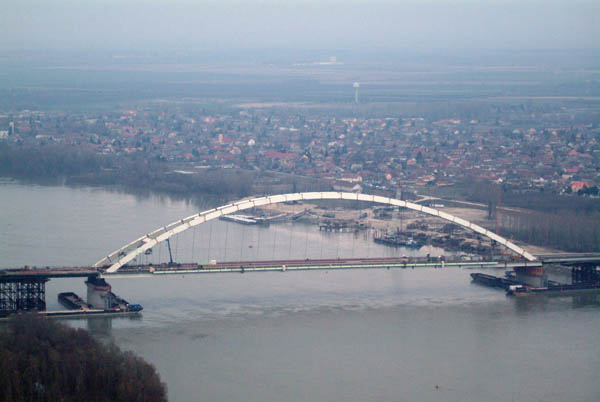
Most přes Dunaj Pentele híd na dálnicí M8
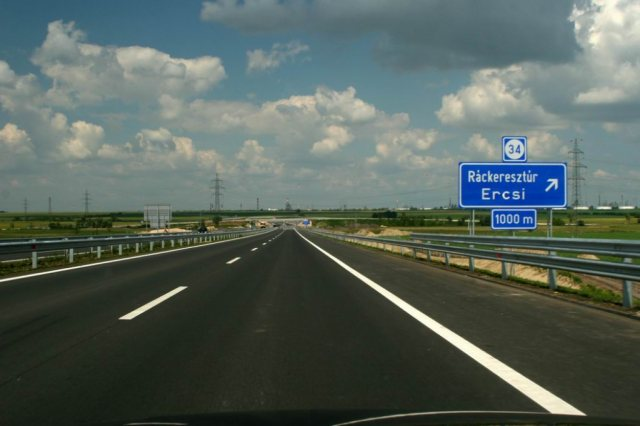
Křížení se silnicí 34
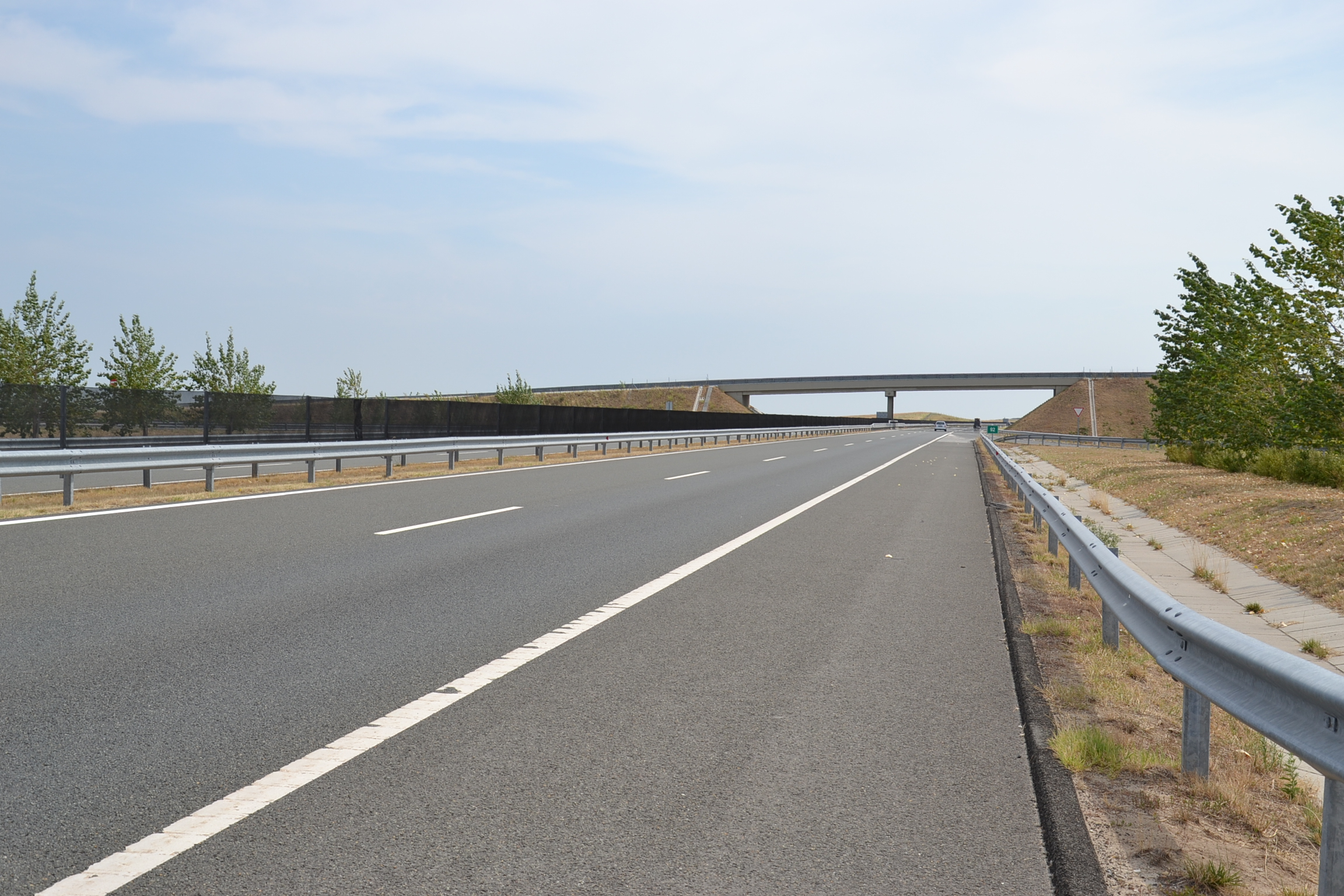
92 kilometr